# Американский мост (Ярославль)
Американский мост — автомобильно-пешеходный мост через Которосль на Московском проспекте в городе Ярославле. Соединяет центр города с южной его частью. Является самым старым мостом в Ярославле.

## История

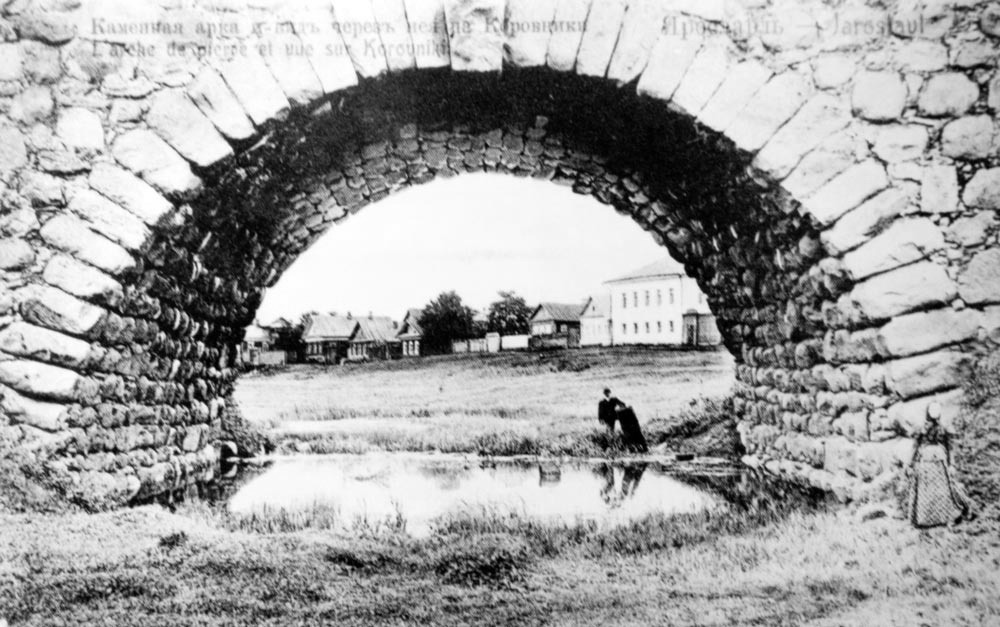
Арка под дамбой

Вид моста через Которосль
Потребность в строительстве моста через Которосль, связывающего Ярославль с дорогой на Москву, остро существовала с 17 века, когда город развился в крупный торговый и ремесленный центр. В «Путеводителе по Ярославской губернии», изданном в 1859 году, написано, что

«Весенний разлив Волги и Которосли, затопляющий недель на шесть всё низовье по берегам этих рек на большом пространстве, всегда производил величайшие затруднения в переправе через этот залив, особенно во времена ледохода. Не говоря о временах отдаленных, даже в первой половине XVIII столетия переправа здесь производилась на лодках и паромах».
В начале XIX века во времена губернаторства Михаила Голицына был устроен мост через Которосль на барках. В 1821 году на средства купца Порфирия Оловянишникова был сооружён первый деревянный мост, получивший название Богоявленский. Протяжённость моста составляла 480 саженей «через Которосль и на всем протяжении весеннего разлива ея». Но сооружение было узким, деревянные опоры моста часто рушились и его неоднократно приходилось перестраивать. Первая реконструкция произошла в 1831—1832 годах — мост на деревянных сваях, часто разрушаемых ледоходом, был заменён. На его месте была насыпана земляная дамба с тромбованным шоссейным полотном, длиной около 1200 метров и шириной 13 метров, обложенная крупным булыжником, а переправа осуществлялась по наплавному мосту.
Для свободного протока воды весной в насыпи была предусмотрена арка «из крупного дикого камня» высотой 12 метров. Эта арку спроектировал и соорудил крепостной крестьянин Емельян Орлов, и она существует до сих пор.
В 1853 году плавучий мост, оказавшийся неудобным в использовании и приводивший к задержке в перевозке грузов, был заменён деревянным, связывавшим дамбу и ярославский берег реки. Постройку его оплатили города Рыбинск и Ростов, заинтересованные в удобных транспортных связях с Ярославлем.
А уже в 1873 году на месте деревянного был построен крытый железный ферменный мост. Особенностью данной системы мостостроения было наличие одного пролёта, опиравшегося на береговые опоры. Так как такая система называлась американской, то и за мостом закрепилось название Американский. Газета «Ярославские губернские ведомости», сообщая о столь важной городской новости, писала:

«Постройка моста через Которосль, начатая соборным молебствием 15 августа 1851 года, совсем уже окончена. 26 февраля, в день рождения Его Императорского Высочества, Благоверного Государя Великого Князя Александра Александровича, после литургии с благодарственным молебствием, совершенной в Спасо-Преображенском монастыре соборне преосвященнейшим архиепископом Ярославским и Ростовским Евгением, предпринят был из монастыря крестный ход на реку и на середине нового моста в присутствии высших сановников города и при многочисленном стечении народа, покрывавшего берег и дамбу, совершён водосвятный молебен, в заключение которого, по окроплении моста святою водою, возглашено многолетие Государю Императору и Августейшему Дому.

За два дня перед открытием моста произведено было испытание прочности постройки наносными тяжестями, опыт оказался вполне удовлетворительным. Будущею весною предстоит ещё проба, естественная, при вскрытии Волги и Которосли, но заслуженная известность мостов американской системы, по которой сооружен мост ярославский, ручается за стойкость его и в предстоящей борьбе с наводнением. Стоит поздравить Ярославль с этой обновой! По громадности работ и укреплений — это твердыня, по лёгкости и красоте стиля — премилая игрушка, по ценности сооружений — одно из лучших украшений города».
В 1900 году по мосту была проложена трамвайная линия, соединившая Богоявленскую площадь с Московским вокзалом. Линия действовала до ноября 1975 года.
В 1961—1962 годах железный мост был демонтирован, а на его месте построен современный железобетонный мост.
В 2009—2010 годах в рамках подготовки к празднованию тысячелетия Ярославля была проведена реконструкция моста: заменены пролёты, дорожное полотно, ограждения, освещение. Возле южного съезда с моста построена автомобильная развязка, связывающая Московский проспект с новым (Косым) мостом через Которосль.